# Operative Personenkontrolle

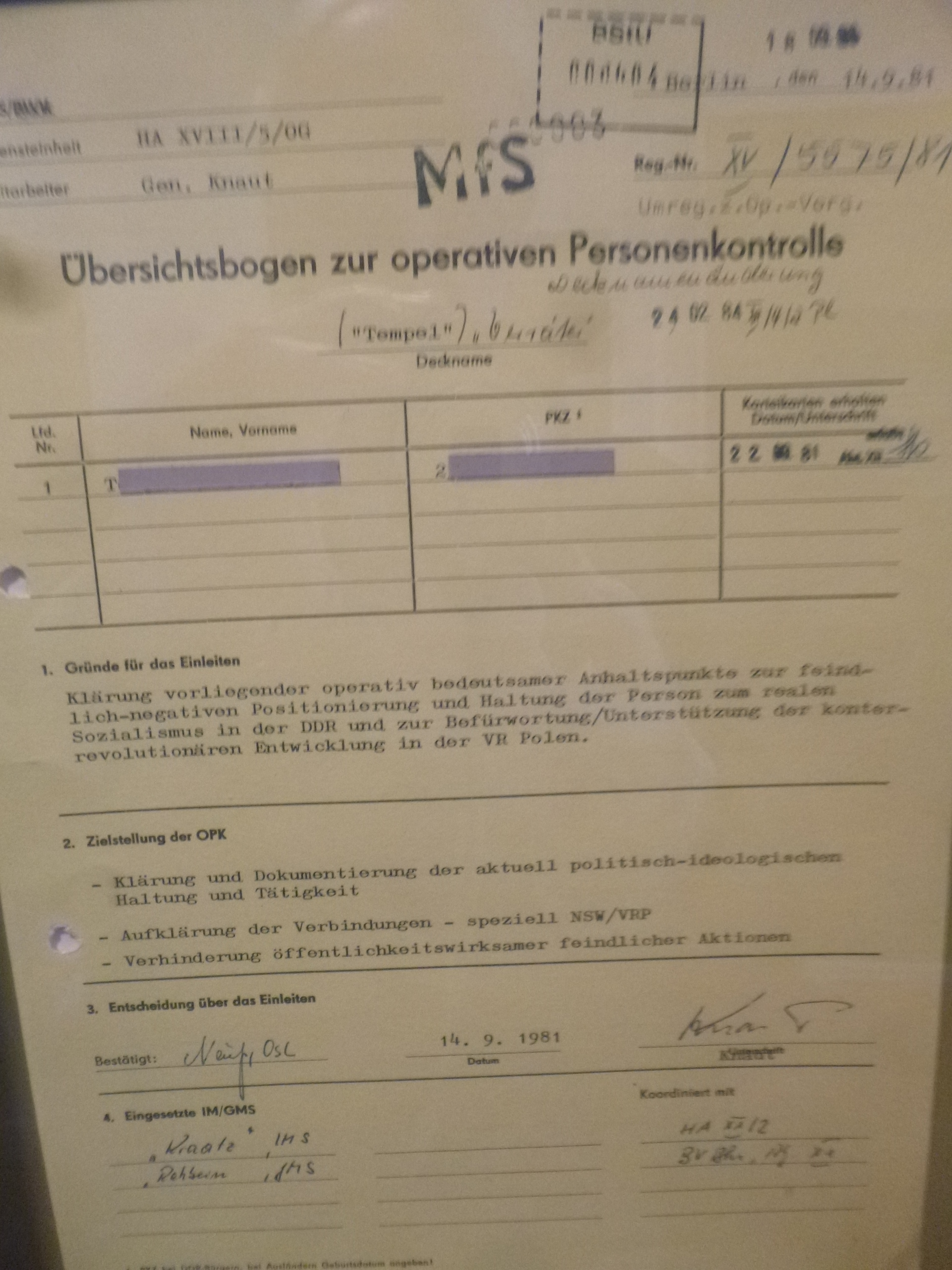
Übersichtsbogen zur operativen Personenkontrolle (1981). Ausstellungsobjekt aus dem Stasi-Museum, Berlin (2018)

Als Operative Personenkontrolle (OPK) wurden vom Ministerium für Staatssicherheit (MfS) der DDR Überprüfungen von Personen und die damit verbundene Informationsbeschaffung bezeichnet. 
Sie wurden 1971 in Abgrenzung zu Operativen Vorgängen auf Grundlage der MfS-Richtlinie 1/71 geschaffen und 1981 weiter präzisiert. Ziel war es, „feindlich-negative Handlungen“ frühzeitig zu erkennen und somit zu verhindern. Operative Personenkontrollen wurden bei Verdachtsmomenten zu Verbrechen und Straftaten, oppositionellem Verhalten aber auch zum präventiven Schutz von sicherheitsrelevanten Personen eingeleitet. 
Durch politisch-operatives Zusammenwirken wurden staatliche Organe, Betriebe und Institute, gesellschaftliche Organisationen, die Deutsche Volkspolizei und andere Institutionen zur Informationsgewinnung eingesetzt. Weitere Informationen wurden durch eine systematische Verletzung des Post- und Fernmeldegeheimnisses gewonnen. Oft wurden auch zum familiären Umfeld der betreffenden Person sowie zum Freundes- und Kollegenkreis Erkundigungen eingeholt. Die Erkenntnisse der Personenüberprüfung wurden in einem Abschlussbericht festgehalten und bildeten somit die Vorstufe für sich eventuell anschließende Operative Vorgänge. 
Zwischen 1985 und 1988 führte das MfS jährlich etwa 8.000 operative Personenkontrollen durch.